# Djadjoua viossati
Djadjoua viossati är en skalbaggsart som beskrevs av Marc Lacroix 1993. Djadjoua viossati ingår i släktet Djadjoua och familjen Melolonthidae. Inga underarter finns listade i Catalogue of Life.